# Gaetano Gennai
Gaetano Gennai (Messina, 6 settembre 1962) è un comico italiano.

## Biografia
Tra il 1985 e il 1988 lavora come autore per gli sketch di comici ed imitatori in trasmissioni come Chi tiriamo in ballo? di Gigi Sabani. 
Una delle sue prime apparizioni televisive come comico avviene nel 1989 in Vernice fresca, trasmissione toscana in onda su Cinquestelle condotta da Carlo Conti. Nel 1992 arriva in finale di La sai l'ultima?, condotta da Pippo Franco.
A partire dal 1997 ricopre piccoli ruoli come attore in alcuni film di Leonardo Pieraccioni per poi tornare negli anni duemila a lavorare in TV: nel 2000 è nel cast di Domenica In su Raiuno, nel 2001 conduce Voglia di ballare (assieme a Cristiano Militello su Italia 7), nel 2002 e 2003 partecipa a Quelli che il calcio su Rai 2, mentre sempre dal 2003 nella trasmissione di Raiuno I raccomandati di Carlo Conti.
Nel 2023 conduce il programma di cucina "Pillole di sapori" su DONNA TV.

## Filmografia
- Fuochi d'artificio (1997)
- Il pesce innamorato  (1999)
- Il paradiso all'improvviso (2003)
- Le barzellette (2004)
- Christmas in love (2004)
- Ti amo in tutte le lingue del mondo (2005)
- Mucho Macho (2009)
- Uscio e bottega (2014)
- Il professor Cenerentolo (2015)
- Smile Factor (2017)
- Se son rose (2019)
- Non ci resta che ridere (2019)
- Come se non ci fosse un domani (2020)
- Ma tu, mi vuoi bene...? (2022)

## Opere
- iGennai. Manuale per ridere. - 2011 - Romano Editore